# Pelourinho de Vila Franca de Lampaças
O Pelourinho de Vila Franca de Lampaças localiza-se na freguesia de Sendas, município de Bragança, distrito do mesmo nome, em Portugal.
Este pelourinho encontra-se classificado como Imóvel de Interesse Público desde 1933.